# Хорка (коммуна в Германии)
Хорка (нем. Horka) — община в Германии, в земле Саксония. Подчиняется административному округу Дрезден. Входит в состав района Гёрлиц. Подчиняется управлению Вайссер Шёпс/Найссе. Население составляет 1884 человека (на 31 декабря 2010 года). Занимает площадь 40,79 км².
Община подразделяется на 3 сельских округа.

## Население
| Год  | Численность | Численность |
| ---- | ----------- | ----------- |
| 2019 | 1730        | [ 3 ]       |
| 2021 | 1656        | [ 4 ]       |
| 2022 | 1648        | [ 5 ]       |
| 2023 | 1644        | [ 2 ]       |